# Liste der Kulturdenkmäler in Immerath
In der Liste der Kulturdenkmäler in Immerath sind alle Kulturdenkmäler der rheinland-pfälzischen Ortsgemeinde Immerath aufgeführt. Grundlage ist die Denkmalliste des Landes Rheinland-Pfalz (Stand: 17. Juli 2023).

## Einzeldenkmäler
| Bezeichnung            | Lage                         | Baujahr                   | Beschreibung | Bild                           |
| ---------------------- | ---------------------------- | ------------------------- | --- | ------------------------------ |
| Schul- und Backhaus    | Hauptstraße 65 Lage          | 1851                      | ehemaliges Schul- und Backhaus; eingeschossiger Bau über hohem Sockel, bezeichnet 1851, Fachwerk wohl noch aus dem 18. Jahrhundert           | weitere Bilder Fotos hochladen |
| Bildstock              | Hauptstraße, vor Nr. 65 Lage | 1717                      | Kreuzigungsbildstock, Sandstein, bezeichnet 1717                                                                                             | weitere Bilder Fotos hochladen |
| Friedhofskapelle       | Kirchweg 1 Lage              | 16. Jahrhundert           | ehemalige katholische Filialkirche St. Wendelin, jetzt Friedhofskapelle; Ostturm, wohl aus dem 16. Jahrhundert, zweiachsiges Schiff, um 1900 | weitere Bilder Fotos hochladen |
| Kriegerdenkmal         | Kirchweg, vor Nr. 1 Lage     | 1920er Jahre              | Kriegerdenkmal 1914/18, nach 1945 ergänzt | weitere Bilder Fotos hochladen |
| Kreuzweg               | nordwestlich des Ortes Lage  | um 1920/30                | 13 Kreuzwegstationen, Bruchstein, um 1920/30                                                                                                 | Fotos hochladen                |
| Dreifaltigkeitskapelle | nordwestlich des Ortes Lage  | Ende des 19. Jahrhunderts | Wegekapelle, neugotischer Putzbau, Ende des 19. Jahrhunderts                                                                                 | weitere Bilder Fotos hochladen |